# Legacy of Kings
Legacy of Kings är ett musikalbum av den svenska metalgruppen Hammerfall. Det var gruppens andra studioalbum och släpptes den 28 september 1998.
På albumet har Hammerfall en ny sättning; på bas Magnus Rosén, gitarristen Stefan Elmgren och Patrik Räfling på trummor. Hammerfall spelar fortfarande kraftladdad power metal med stark inspiration från den tyska gruppen Accept och den engelska gruppen Judas Priest.

## Låtförteckning
1. "Heeding the Call" (Dronjak/Strömblad/Cans)
2. "Legacy of Kings" (Dronjak/Strömblad/Cans)
3. "Let the Hammer Fall" (Dronjak/Strömblad/Cans)
4. "Dreamland" (Dronjak/Strömblad/Cans)
5. "Remember Yesterday" (Dronjak/Strömblad/Cans)
6. "At the End of the Rainbow" (Albrecht/Mück/Cans/Dronjak)
7. "Back to Back" (Pretty Maids cover)
8. "Stronger Than All" (Dronjak)
9. "Warriors of Faith" (Dronjak/Strömblad/Cans)
10. "The Fallen One" (Dronjak/Strömblad/Cans)

## Singel
- Heeding the Call

## Musiker
- Joacim Cans - sång
- Oscar Dronjak - Gitarr
- Stefan Elmgren - Gitarr
- Magnus Rosén - Elbas
- Patrik Räfling - trummor